# ستيف ويلش
ستيف ويلش (بالإنجليزية: Steve Welch)‏ هو شخصية أعمال أمريكي، ولد في 29 يوليو 1976.